# 阿蘭科馬山
13°11′09.5″S 72°15′13.4″W / 13.185972°S 72.253722°W
阿蘭科馬山（Halancoma），是秘魯的山峰，位於該國東南部庫斯科大區，由烏魯班巴省負責管轄，屬於烏魯潘帕山脈的一部分，海拔高度5,367米。